# Strada statale 247 Riviera
La ex strada statale 247 Riviera (SS 247), ora strada provinciale 247 Riviera Berica (SP 247) in provincia di Vicenza e strada provinciale 247 Riviera (SP 247) in provincia di Padova, è una strada provinciale italiana che collega Vicenza con Este.

## Percorso
La strada ha origine a Vicenza, da cui si allontana verso sud seguendo il corso del fiume Bacchiglione. Incrocia la tangenziale Sud di Vicenza e l'A4 Torino-Trieste, prima di costeggiare la sponda orientale dei Colli Berici: attraversa i centri abitati di Longare, Castegnero, Nanto, Barbarano Mossano e Noventa Vicentina.
A questo punto la strada devia verso est, entrando nella provincia padovana, dove termina il proprio percorso nel centro abitato di Este.
In seguito al decreto legislativo n. 112 del 1998, dal 1º ottobre 2001 la gestione è passata dall'ANAS alla Regione Veneto che ha provveduto al trasferimento al demanio della Provincia di Vicenza e della Provincia di Padova per le tratte territorialmente competenti; nello stesso anno la Provincia di Vicenza ha delegato le competenza alla società Vi.abilità, mentre dal 20 dicembre 2002 la Provincia di Padova ha delegato le competenze alla società Veneto Strade.